# Sparganopseustis acrocharis
Sparganopseustis acrocharis es una especie de polilla del género Sparganopseustis, categorizada en la tribu Sparganothini, de la subfamilia Tortricinae. Fue descrita por Meyrick en 1932.
Fue publicada en Exotic Microlepid. 4: 261. Se distribuye por América del Sur: Colombia, en el departamento de Tolima.